# Dowództwo Połączonych Sił Sojuszniczych Europy Południowej AFSOUTH
Dowództwo Połączonych Sił Sojuszniczych Europy Południowej (ang. Allied Forces South Europe AFSOUTH) – nieistniejące już jedno z dowództw operacyjnych NATO.

## Historia
W kwietniu 1951 generał Dwight Eisenhower podpisał rozkaz powołujący Naczelne Dowództwo Połączonych Sił Sojuszniczych NATO w Europie (ACE). Obszar Europy podzielono na trzy teatry działań wojennych:
- Północnoeuropejski Teatr Działań Wojennych
- Centralny (Środkowoeuropejski) Teatr Działań Wojennych
- Południowoeuropejski Teatr Działań Wojennych

Konsekwencją rozkazu było powołanie Dowództwa Połączonych Sił Sojuszniczych Europy Południowej AFSOUTH. Nowo utworzone dowództwo przejęło kompetencje rozwiązanej Regionalnej Grupy Planowania Europy Południowej.

 W początkowym okresie pod dowództwo AFSOUTH podlegały dowództwa trzech komponentów: morskiego (NAVSOUTH), powietrznego (AIRSOUTH) i lądowego (LANDSOUTH). W lutym 1952 do NATO przystąpiły Grecja i Turcja. Spowodowało to utworzenie w składzie Południowego TDW kolejnego  dowództwa – Dowództwa Połączonych Sił Lądowych Europy Południowo-Wschodniej COMLANDSOUTHEAST w Izmirze pod dowództwem amerykańskiego generała. Powodem wyznaczenia na dowódcę generała amerykańskiego był brak porozumienia pomiędzy Grecją i Turcją w kwestii wyznaczenia głównodowodzącego z tych państw. Pod amerykańskim dowództwem, wspomaganym przez podległe mu dowództwo w Salonikach, pozostawały komponenty siły zbrojnych Grecji i Turcji.    
W 1999  Dowództwo Połączonych Sił Sojuszniczych Europy Południowej AFSOUTH przekształcone zostało w Regionalne Dowództwo RC SOUTH, stacjonujące nadal w Neapolu.
15 marca 2004 rozwiązano Dowództwo Połączonych Sił Sojuszniczych Europy Południowej AFSOUTH i utworzono Allied Joint Force Command Headquarters Naples JFC HQ NAPLES. Nowo powstałe dowództwo weszło w skład Dowództwa Sił Sojuszniczych NATO ds. Operacji ACO.

## StrukturaAFSOUTH
W 1989
- Dowództwo Połączonych Sił Sojuszniczych Europy Południowej AFSOUTH[b] – Neapol (Włochy)
  - Dowództwo Połączonych Sił Lądowych Europy Południowej LANDSOUTH[c] – Werona (Włochy)
  - Dowództwo Połączonych Sił Lądowych Europy Południowo-Wschodniej LANDSOUTHEAST[d] – Izmir (Turcja)
  - Dowództwo Połączonych Sił Morskich  Europy Południowej NAVSOUTH[e] – Neapol
  - Dowództwo Połączonych Sił Powietrznych Europy Południowej AIRSOUTH[f] – Neapol
    - 5 Połączone Taktyczne Siły Powietrzne – Vicenza (Włochy)
    - 6 Połączone Taktyczne Siły Powietrzne – Izmir (Turcja)
    - (wzmocnienie) 16 Armia Lotnictwa Taktycznego USA  – Aviano (Włochy)

  - Dowództwo Morskich Sił Uderzeniowych i Wsparcia  Europy Południowej STRIKFORSAUTH[g] – Neapol

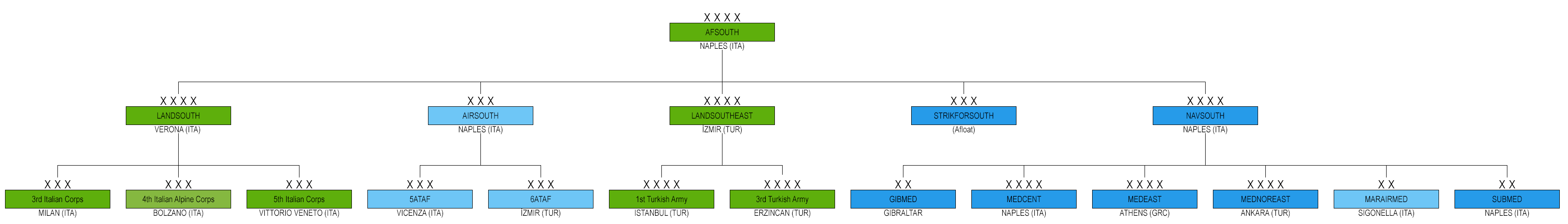
Struktura AFSOUTH w1989